# NGC 3815
NGC 3815 је спирална галаксија у сазвежђу Лав која се налази на NGC листи објеката дубоког неба.
Деклинација објекта је + 24° 48' 1" а ректасцензија 11h 41m 39,3s. Привидна величина (магнитуда) објекта NGC 3815 износи 13,3 а фотографска магнитуда 14,1. NGC 3815 је још познат и под ознакама UGC 6654, MCG 4-28-25, CGCG 127-30, PGC 36288.